# ナルヴィク
ナルヴィク（ Narvik）はノルウェーのヌールラン県の町で、北極圏内に位置する。人口18,301人(2007年現在)、面積2029平方キロ。北西でエヴェネス、北はバルドゥとグラタンゲン、南西でバランゲン、南と東はスウェーデンのノールボッテン県と接している。

## 地形
ナルヴィクは周辺のショーメン、ベルクヴィク、ベイスフィヨルド、ハクヴィクの自治も行っている。
東部には山々がそびえ立ち、スウェーデンと国境を接している。1番高いストルステイン(フィエレット)は標高1894mである。樹木限界線より高い場所では湖や谷も見られる。市自体はオーフォートフィヨルドの最深部近くに位置し、周辺には標高1500m以上の山がそびえ立っている。ここではフロスティセン氷河を見ることができる。山の頂上には夏でも雪が残っており、低い場所(500m以下)には森が広がっている。ナルヴィクにはアルペンスキー用のゲレンデがあり、中には滑り終わると市の中心部近くにまで達するものもある。
ナルヴィクは北極圏より220km内に位置しており、世界でもかなり北にある都市の一つである。しかし、ナルヴィクは北大西洋海流の恩恵を受けて、想像されているよりもはるかに温暖な気候である。さらに、町を囲む山は沿岸地域からの吹きつける強風を遮っている。年間平均気温は3.7℃で、1月の平均気温は-4.4℃、7月の平均気温は13.4℃である。低地において植物が成長することができる期間が年間のうち約155日間あるため、ガーデニングを行っている住民に対し、セイヨウトネリコやサイカモアカエデなどの輸入が許可されている。

## 歴史
第二次世界大戦初期、ナルヴィク港は北欧侵攻において、ドイツ軍の戦略的に重要な拠点であった。1939年、ドイツの軍需産業は、スウェーデンのキルナとマルムバージェット (Malmberget) で産出される鉄鉱石に依存していた。夏期にはボスニア海に面するスウェーデンのルレオ港から本国までの海上輸送が可能であったが、冬期にはボスニア海が凍ってしまうため、不凍港のナルヴィクを経由して輸送する必要があった。ナルヴィクの街はスウェーデンと鉄道によって結ばれていたが、ノルウェーの他の街とは結ばれていなかった。結果的にナルヴィクは、陸路でノルウェー南部に到達することが困難であったスウェーデンの鉱石地へのゲートウェイとなった。イギリス首相のウィンストン・チャーチルは、ナルヴィクを支配することで1940年の冬期のドイツへの鉄鉱石の輸送の大部分が途絶えることを理解していた。ナルヴィクを支配することは連合国のメリットとなり、大戦の早期に終結を手助けする可能性があった。同様に ドイツの潜水艦や軍艦がここを支配すれば、連合軍のソ連及びフィンランドへの補給線にとって脅威となった。
チャーチルは、ナルヴィク近郊のノルウェーの領海に機雷を設置し、連合国によって占領された他の都市に地雷を設置することを提唱した。連合軍はスウェーデンの鉱山の安全確保と、当時ソビエトとの間で冬戦争が勃発していたフィンランドへ援軍や物資を輸送する基地として、ナルヴィクを占領することを望んだ。機雷の設置及びナルヴィクの占領の計画はノルウェーの中立や統治機構に対する違反行為となるため、英国政府内で議論された。
1940年、イギリスはナルヴィク周辺のノルウェー領海にドイツの輸送船を攻撃するための機雷を設置し、ウィルフレッド作戦を開始した。時を同じくしてこの翌日にドイツはノルウェーの侵攻を開始した（ヴェーゼル作戦）。各艦に200人の山岳歩兵隊を乗せたドイツの駆逐艦10隻が、ナルヴィクに送り込まれた。旧式のノルウェーの海防戦艦2隻が侵攻を阻止しようと応戦したが、ドイツ軍によって短時間で撃沈された。イギリス海軍はただちに戦艦を含む複数の艦隊をナルヴィクに派遣した。こうして勃発したナルヴィクの戦いにおいて、イギリス軍はドイツ軍の歩兵隊を乗せた駆逐艦や船隊を破壊し、海岸線を支配した。ドイツの戦艦シャルンホルストとグナイゼナウは、ナルヴィク沖でイギリス軍の撤退時に空母グローリアスを撃沈した。
1940年5月28日、ノルウェー、フランス、ポーランド、及びイギリスの連合軍が、ナルヴィクを奪還した。これが第二次世界大戦における連合軍の歩兵部隊の最初の勝利であったと考えられている。しかし、この時までに連合軍はナチス・ドイツのフランス侵攻で敗戦し、ダンケルク脱出 （ダイナモ作戦）が進行中であった。スカンジナビアはドイツ軍のフランス侵攻とは無縁であり、ナルヴィクに展開していた貴重な軍隊が他のエリアで必要となったため、連合軍は1940年6月8日にナルヴィクから撤退した（アルファベット作戦）。
連合国の支援がなくなったことで、ノルウェー軍はドイツ軍に数で凌駕され、1940年6月10日に降伏したが、ノルウェーは内陸でゲリラ戦を継続したため完全降伏ではなかった。
ドイツ海軍にとってナルヴィクのフィヨルドを占領することも重要であった。小型戦艦ドイッチュラントや戦艦ティルピッツなどを、イギリス空軍によるスコットランドからの空爆の範囲外であるフィヨルド内に退避させることを可能にした。ナルヴィク港はUボートの基地としても利用可能であった。

## 気候

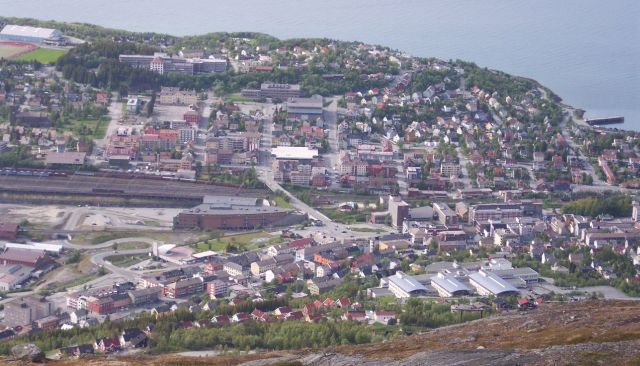
ナルヴィクの風景

11月中旬から4月初旬まで平均温度は氷点下になる。夏に雪解けが発生するが、標高の高い場所ではほとんど起こらない。5月前半から10月中旬までの平均気温は5℃より少し高い程度である。夏は6月初旬から9月1日まで続き、日中の気温は10℃から26℃、通常は12℃から20℃の範囲内である。最高気温と最低気温はそれぞれ31℃と-20℃である。降水量は10月が最も多く110mm、逆に最も少ない季節は5月で40mmある。年間を通じての平均降水量830mmである。
ナルヴィクの日照時間は季節により大きく異なる。11月下旬から1月中旬の間は太陽が、地平線よりも低い位置にあるため、正午頃の数時間だけ青い光が差すだけである。しかし、実際には周囲を山に囲まれているため11月前半から1月末まで上記のような状態が続く。逆に3月から4月にかけては日差しが厳しくなる。長い日照時間と積雪により低地では雪解けが起こるが、山間部では数カ月の間は残っている。5月後半から7月中旬までの間は真夜中でも太陽が地平線よりも高い位置にあるため、5月中旬から7月末までの間は一日中、日が差している。また、4月末から8月中旬までの間は夜でも日が差すので星を見ることができない。
ケッペンの気候区分では亜寒帯湿潤気候（Dfc）と西岸海洋性気候（Cfc）の境界付近になる。
| ナルヴィク（1991-2020年、極値1954-2020年）の気候 | ナルヴィク（1991-2020年、極値1954-2020年）の気候 | ナルヴィク（1991-2020年、極値1954-2020年）の気候 | ナルヴィク（1991-2020年、極値1954-2020年）の気候 | ナルヴィク（1991-2020年、極値1954-2020年）の気候 | ナルヴィク（1991-2020年、極値1954-2020年）の気候 | ナルヴィク（1991-2020年、極値1954-2020年）の気候 | ナルヴィク（1991-2020年、極値1954-2020年）の気候 | ナルヴィク（1991-2020年、極値1954-2020年）の気候 | ナルヴィク（1991-2020年、極値1954-2020年）の気候 | ナルヴィク（1991-2020年、極値1954-2020年）の気候 | ナルヴィク（1991-2020年、極値1954-2020年）の気候 | ナルヴィク（1991-2020年、極値1954-2020年）の気候 | ナルヴィク（1991-2020年、極値1954-2020年）の気候 |
| 月                                               | 1月                                              | 2月                                              | 3月                                              | 4月                                              | 5月                                              | 6月                                              | 7月                                              | 8月                                              | 9月                                              | 10月                                             | 11月                                             | 12月                                             | 年                                               |
| ------------------------------------------------ | ------------------------------------------------ | ------------------------------------------------ | ------------------------------------------------ | ------------------------------------------------ | ------------------------------------------------ | ------------------------------------------------ | ------------------------------------------------ | ------------------------------------------------ | ------------------------------------------------ | ------------------------------------------------ | ------------------------------------------------ | ------------------------------------------------ | ------------------------------------------------ |
| 最高気温記録 °C （°F）                           | 11.5 (52.7)                                      | 9 (48)                                           | 12.5 (54.5)                                      | 20.4 (68.7)                                      | 29.9 (85.8)                                      | 30 (86)                                          | 32.5 (90.5)                                      | 28.6 (83.5)                                      | 27.2 (81)                                        | 19.6 (67.3)                                      | 15.8 (60.4)                                      | 11.4 (52.5)                                      | 32.5 (90.5)                                      |
| 日平均気温 °C （°F）                             | −2.3 (27.9)                                      | −2.7 (27.1)                                      | −0.8 (30.6)                                      | 2.9 (37.2)                                       | 7.4 (45.3)                                       | 11.4 (52.5)                                      | 14.5 (58.1)                                      | 13.5 (56.3)                                      | 9.4 (48.9)                                       | 4.5 (40.1)                                       | 1.2 (34.2)                                       | −0.8 (30.6)                                      | 4.85 (40.73)                                     |
| 最低気温記録 °C （°F）                           | −20 (−4)                                         | −22.3 (−8.1)                                     | −15.7 (3.7)                                      | −11.8 (10.8)                                     | −5 (23)                                          | −1 (30)                                          | 4.5 (40.1)                                       | 0.5 (32.9)                                       | −3.5 (25.7)                                      | −11.1 (12)                                       | −13.6 (7.5)                                      | −19 (−2)                                         | −22.3 (−8.1)                                     |
| 降水量 mm （inch）                               | 108 (4.25)                                       | 98 (3.86)                                        | 82 (3.23)                                        | 44 (1.73)                                        | 56 (2.2)                                         | 57 (2.24)                                        | 88 (3.46)                                        | 91 (3.58)                                        | 107 (4.21)                                       | 107 (4.21)                                       | 99 (3.9)                                         | 97 (3.82)                                        | 1,034 (40.69)                                    |
| 出典：Norwegian Meteorological Institute         |                                                  |                                                  |                                                  |                                                  |                                                  |                                                  |                                                  |                                                  |                                                  |                                                  |                                                  |                                                  |                                                  |

## 交通・経済
ナルヴィクはこの地域における商業の中心地であると同時に交通の要衝でもあり、鉄道輸送や海運が活発に行われている。北ノルウェーからの荷物はナルヴィク経由で送られる。また、東アジアから北東アメリカ行きの船舶の中継地として利用することも計画されている。これは中央ヨーロッパの鉄道輸送が過密であることと距離が短く済むためで、第1便が2006年に出港予定である。ナルヴィク大学には、およそ1200人の学生がいる。また、いくつかのハイテク企業もある。
ナルヴィクは1887年にキルナ鉱山の積出港として設立され、1898年には町の名前がヴィクトリアハブンから現在のナルヴィクに変更された。オーフォート鉄道はノルウェーとスウェーデンを隔てる山を通り、キルナ(スウェーデン)とナルヴィクを結ぶ鉄道である。ナルヴィクとボーデの間には鉄道が通っていないため、ナルヴィクから国外に出ずに鉄道で他都市に移動することは出来ない。ナルヴィクには2つの空港がある。ナルヴィク空港(フラムネス)は市街地近くにあり、小型機専用である。ハシュタ／ナルヴィク空港(エヴェネス)はナルヴィクから80kmの距離にある。市内中心のバスターミナルよりフライト時刻に合わせてバスが発着している。

## 観光
ナルヴィクはアルペンスキーの名所としてよく知られている。また、ファーガネス(フィエレット)へのケーブルカーがあり、徒歩でさらに高くに登ることもできる。この地域では山へのハイキングがポピュラーであり、フィヨルド、湖や河川での釣りもポピュラーである。そして、スウェーデンとの国境近くの山間部には宿泊施設がある。港周辺やフィヨルド内には第2次世界大戦中に沈没した船舶が多数残っており、それらはダイビングスポットになっている。ショーメン、ベイスフィヨルドとベルクヴィクの河川は鮭の産卵場所となっている。また、ショーメンには景観の良いゴルフ場がある。この地域の一般住宅は明るい色彩で塗装されていることが多い。

## 姉妹都市
- キキンダ（セルビア）
- ロヴァニエミ（フィンランド）
- キルナ（スウェーデン）
- ノヴィ・ソンチ（ポーランド）
- キンギセップ（ロシア）
- w:Michaeljokki（フィンランド）